# Mauricio Risso
Mauricio Aníbal Risso (Esperanza, Santa Fe, Argentina, 4 de febrero de 1975) es un futbolista argentino retirado. Jugaba de delantero y su último equipo fue el Rocha Fútbol Club de Uruguay. Luego comenzó a jugar en clubes de liga como el Club Central San Carlos.

## Clubes
| Club                    | País      | Año         |
| ----------------------- | --------- | ----------- |
| Colón                   | Argentina | 1992 - 1997 |
| Hércules CF             | España    | 1998 - 1999 |
| Chacarita Juniors       | Argentina | 2000        |
| Grêmio                  | Brasil    | 2000        |
| Chaves                  | Portugal  | 2001 - 2002 |
| Rangers                 | Chile     | 2002        |
| Xelajú MC               | Guatemala | 2002        |
| Espoli                  | Ecuador   | 2003        |
| CSD Municipal           | Guatemala | 2003 - 2004 |
| Unión Española          | Chile     | 2005        |
| Mineros de Guayana      | Venezuela | 2005        |
| San Martín de San Juan  | Argentina | 2006        |
| Sportivo Las Parejas    | Argentina | 2006        |
| El Porvenir             | Argentina | 2007        |
| Sportivo Italiano       | Argentina | 2007        |
| San Telmo               | Argentina | 2008 - 2009 |
| Rocha                   | Uruguay   | 2009 - 2010 |
| Club Central San Carlos | Argentina | 2011        |

## Palmarés

### Campeonatos nacionales
| Título           | Club           | País      | Año  |
| ---------------- | -------------- | --------- | ---- |
| Primera División | CSD Municipal  | Guatemala | 2003 |
| Torneo Apertura  | Unión Española | Chile     | 2005 |